# Борьба (Гомельская область)
Борьба (бел. Барба) (до 1928 года Романово) — деревня Ветковского района Гомельской области Белоруссии.
В результате катастрофы на Чернобыльской АЭС и радиационного загрязнения жители (115 семей) переселены в 1991 году в чистые места.

## География

### Расположение
В 13 км на восток от Ветки, 34 км от Гомеля.

## Транспортная сеть
Транспортные связи по просёлочной, затем автомобильной дороге Старое Закружье — Ветка. Планировка состояла из прямолинейной улицы, ориентированной с юго-запада на северо-восток и застроенной двусторонне деревянными домами усадебного типа. Сгорела в 1991 году.

## История
По письменным источникам известна с начала XIX века как слобода Романова в поместье Хальч. После 1-го раздела Речи Посполитой (1772 год) в составе Вылевской волости Гомельского уезда Могилёвской губернии Российской империи. С 1802 года действовала церковь, а в 1868 году для неё построено новое здание. Владелец фольварков Романово, Церебовка, Попсуевка имел в 1876 году 3814 десятин земли. С 1880 года работал хлебозапасный магазин. Согласно переписи 1897 года располагались: старообрядческий молитвенный дом, хлебозапасный магазин, 2 ветряные мельницы, лавка. В 1909 году рядом была одноимённая слобода. Позже эти населённые пункты объединены в один населённый пункт, в котором в 1926 году действовали почтовое отделение, школа, лавка.
С 8 декабря 1926 года по 30 декабря 1927 года центр Борьбянского сельсовета Ветковского района Гомельского округа.
В 1929 году организованы колхозы «Везувий», «Ударник» и «Партизан», работали конная круподробилка (с 1915 года), ветряная мельница (с 1929 года), 3 кузницы. Во время Великой Отечественной войны в сентябре 1943 года оккупанты сожгли деревню и убили 4 жителей. 82 жителя погибли на фронте. В 1985 году в деревню переселены жители посёлка Революция. Входила в состав колхоза «Победитель» (центр — деревня Попсуевка).

## Население

### Численность
- 2010 год — жителей нет.

### Динамика
- 1897 год — 70 дворов, 668 жителей (согласно переписи).
- 1909 год — 85 дворов; в слободе — 62 двора.
- 1926 год — 183 двора, 859 жителей.
- 1959 год — 441 житель (согласно переписи).
- 1991 год — жители (115 семей) переселены.